# 镰叶紫菀
镰叶紫菀（学名：Aster falcifolius）为菊科紫菀属的植物，为中国的特有植物。分布于中国大陆的陕西、湖北、甘肃、四川等地，生长于海拔800米至1,450米的地区，多生于路边、低山坡地或溪岸，目前尚未由人工引种栽培。